# لويولا ماريمونت
جامعة لويولا ماريمونت اختصاراً (LMU) هي جامعة خاصة أمريكية وعضو في تحالف الجامعات اليسوعية وعددها 28 جامعة. تقع في ضاحية ويستشيستر بمدينة لوس انجلوس بولاية كاليفورنيا. أنشئت الجامعة في عام 1911 خلفا لكلية سانت فينسنت التي أنشئت في عام 1865 وكلية ماريمونت التي أنشئت في عام 1933. وحسب احصائية عام 2010 فإن الجامعة تم تصنيفها كأكبر جامعة كاثلوكية في الجانب الغربي من الولايات المتحدة الأمريكية.
تقدم الجامعة 55 برنامج جامعي رئيس و59 ثاني عبر ست كليات جامعية. 47 برنامجًا لدرجة الماجستير ودكتوراه تعليمية واحدة ودكتوراه واحدة في العلوم القضائية ودكتوراه في القانون ةو13 برنامجًا معتمدًا.